# HMS Queen Mary
 HMS Queen Mary – brytyjski krążownik liniowy z okresu I wojny światowej. Zbudowany w 1913 roku, był ostatnim okrętem tej klasy wcielonym do służby w Royal Navy przed rozpoczęciem działań wojennych. Był trzecią z kolei jednostką typu Lion, choć w trakcie projektowania i budowy wprowadzono w konstrukcji pewne modyfikacje. Nazwę krążownika przyjęto na cześć królowej Marii, żony króla Jerzego V.
„Queen Mary” wzięła udział w zwycięskiej dla Brytyjczyków bitwie koło Helgolandu w 1914 roku. Na przełomie 1914 i 1915 roku przebywała w stoczni, nie uczestnicząc w bitwie na Dogger Bank. W bitwie jutlandzkiej, prowadząc walkę artyleryjską z niemieckimi krążownikami liniowymi, została kilkakrotnie trafiona ciężkimi pociskami, które spowodowały eksplozję komór amunicyjnych i natychmiastowe zatopienie okrętu wraz z 1266 członkami załogi. Wrak „Queen Mary” został odnaleziony w 1991 roku.

## Projektowanie i budowa
Budowę trzeciego krążownika liniowego typu Lion zaplanowano w programie rozbudowy Royal Navy na lata 1910–1911. Projekt okrętu został poddany modyfikacjom na wzór budowanych równolegle pancerników typu King George V. Miał nieco większą wyporność, około metr dłuższy i 16 cm szerszy kadłub, większą o 5000 shp moc siłowni, ulepszone łoża armat artylerii głównej, poprawiony układ opancerzenia oraz drobne zmiany w wyglądzie. Powoduje to wyodrębnianie „Queen Mary” w odrębny typ okrętu przez niektóre źródła.
Modyfikacja projektu została zatwierdzona przez Admiralicję w sierpniu 1910 roku, a stępkę pod budowę nowego krążownika położono w stoczni Palmers Shipbuilding w Jarrow 6 marca 1911 roku. Wodowanie okrętu, w obecności jego patronki, królowej Marii, miało miejsce 20 marca 1912 roku. Po zakończeniu budowy i wyposażania krążownika, 4 września 1913 roku, „Queen Mary” opuściła stocznię i weszła w skład Royal Navy rozpoczynając próby zdawczo-odbiorcze. Koszt budowy wyniósł 2 078 491 funtów. Pierwszym dowódcą okrętu został komandor William Reginald Hall.

## Opis konstrukcji
„Queen Mary” miała długość całkowitą 214,56 m (201,3 m między pionami, 212,9 m na konstrukcyjnej linii wodnej), szerokość maksymalną 27,16 m, projektowaną wyporność konstrukcyjną 27 000  (według części źródeł 27 100) ton angielskich (ts), zaś pełną 31 844 ts. Rzeczywiste wartości wyporności po ukończeniu budowy wynosiły odpowiednio 26 770 ts i 31 650 ts. Średnie zanurzenie okrętu przy wyporności konstrukcyjnej wynosiło 8,1 m.
Krążownik był napędzany dwoma podwójnymi zespołami turbin parowych systemu Parsonsa o łącznej projektowanej mocy 75 000 shp, co miało zapewniać prędkość 28 węzłów. Każda z turbin napędzała za pośrednictwem wału napędowego jedną śrubę. Na próbach na mili pomiarowej „Queen Mary” osiągnęła 83 000 shp i 28,17 węzła. Parę do turbin dostarczały 42 kotły wodnorurkowe typu Yarrow, z opłomkami o dużym przekroju, rozmieszczone po sześć w siedmiu kotłowniach, z których część została przystosowana do opalania paliwem płynnym, pozostałe były opalane węglem. Spaliny z kotłowni odprowadzane były przez trzy kominy. Dwa przednie miały okrągły przekrój, trzeci zaś owalny. Krążownik był wyposażony w dwa równoległe stery. Maksymalny zapas paliwa wynosił 3600 ton węgla i 1170 ton paliwa płynnego, co zapewniało zasięg 4970 mil morskich przy prędkości 17,4 węzła. Urządzenia napędowe wyprodukowała stocznia John Brown & Co. z Clydebank.
Artylerię głównego kalibru krążownika stanowiło osiem dział BL L/45 Mk V (H) kalibru 343 mm, rozmieszczonych w czterech pancernych wieżach artyleryjskich. Dwie wieże znajdowały się na dziobie okrętu w superpozycji (A i B), jedna na śródokręciu pomiędzy drugim a ostatnim kominem (Q) i jedna na rufie (X). Działa dla „Queen Mary” wyprodukował koncern Armstronga. Były one osadzone na nowym typie łoża, pozwalającym wystrzeliwać cięższe pociski. Zapas amunicji kalibru 343 mm wynosił według etatów pokojowych 80 pocisków na działo, w czasie wojny został zwiększony do 110 sztuk na lufę. Artylerię średniego kalibru tworzyło 16 dział BL L/50 Mk VII kal. 102 mm na łożach PVI, umieszczonych w kazamatach nadbudówek dziobowej i rufowej. Etatowy zapas amunicji wynosił po 150 sztuk na działo. Krążownik miał również dwie podwodne wyrzutnie torped kal. 533 mm, po jednej na każdej burcie przed pierwszą wieżą artyleryjską. Zapas torped wynosił 14 sztuk. Dla zwalczania zagrożenia z powietrza w czasie wojny zainstalowano na „Queen Mary” jedno działo przeciwlotnicze kal. 76 mm i jedno kal. 57 mm.
„Queen Mary” była pierwszym brytyjskim krążownikiem liniowym wyposażonym już podczas budowy w dalmierze 9-stopowe (2,75 m) w każdej z wież artyleryjskich. Dzięki temu, w przypadku uszkodzenia centralnego dalmierza bądź konieczności prowadzenia indywidualnego ostrzału przez każdą z wież, mogły one samodzielnie wypracowywać dane ogniowe. Do centralnego kierowania ogniem artyleryjskim wykorzystywano dane z 9-stopowego dalmierza, znajdującego się w opancerzonym pomieszczeniu na szczycie nadbudówki dziobowej, przeliczane za pomocą kalkulatora artyleryjskiego Argo Clock, konstrukcji A.J.H. Pollena, zastąpionego później przez inny typu Dreyer Mk II, umieszczonego w centrali artyleryjskiej poniżej głównego stanowiska dowodzenia.
Krążownik był chroniony pancerzem burtowym, składającym się z głównego pasa pancernego o grubościach: 229 mm na śródokręciu, 127 do 152 mm na wysokości wież artyleryjskich i 102 mm w rejonie dziobu i rufy oraz pasa górnego o grubościach odpowiednio 152 mm, 127 mm i 102 mm. Pancerz burtowy chronił kadłub na długości 174 m. Opancerzenie poziome krążownika tworzyły dwa pokłady pancerne: górny i dolny, o łącznej maksymalnej grubości od 51 do 64 mm. Główne stanowisko dowodzenia ulokowane w nadbudówce dziobowej było chronione pancerzem o grubości do 254 mm. Wieże artyleryjskie były osłonięte pancerzem o maksymalnej grubości 229 mm w części czołowej i osadzone na pancernych barbetach o grubości również do 229 mm. Kazamaty artylerii średniej w nadbudówce dziobowej otrzymały osłonę pancerną o grubości do 76 mm.
Według projektu załoga okrętu miała liczyć 997 oficerów i marynarzy, w warunkach wojennych wzrosła do ponad 1250 osób.

## Służba operacyjna
Po zakończeniu prób morskich „Queen Mary” weszła 10 lutego 1914 roku w skład 1. Eskadry Krążowników Liniowych Home Fleet (ang.: 1st Battlecruiser Squadron, 1 BCS), dowodzonej przez wiceadmirała Davida Beatty’ego. Grupowała ona wszystkie trzy krążowniki liniowe typu Lion (a od października 1914 roku również zbliżonej konstrukcji „Tigera”), nazywane przez prasę brytyjską Splendid Cats. Podczas przedwojennych ćwiczeń artylerzyści „Queen Mary” wyróżniali się zawsze skutecznością prowadzonego ognia. W lutym 1914 roku okręty 1. Eskadry Krążowników Liniowych dowodzone przez admirała Beatty’ego, z „Queen Mary” w składzie, odbyły oficjalną wizytę we francuskim Breście, w czerwcu wpłynęły na Bałtyk, wizytując rosyjskie porty w Rydze i Rewlu, 23 czerwca zawijając do głównej bazy w Kronsztadzie. 28 czerwca, po otrzymaniu wiadomości o zamachu w Sarajewie, Eskadra opuściła Rosję, ostatniego dnia miesiąca przybywając na wody macierzyste.

### Bitwa koło Helgolandu
Pierwszym starciem zbrojnym z udziałem jednostek 1. Eskadry Krążowników Liniowych była bitwa koło Helgolandu stoczona 28 sierpnia 1914 roku. Okręty admirała Beatty’ego stanowiły według planu odwód sił lekkich operujących przeciwko flocie niemieckiej w Zatoce Helgolandzkiej. Wobec niekorzystnie rozwijającej się sytuacji podczas pierwszej fazy bitwy, gdy zespół komodora Reginalda Tyrwhitta znalazł się pod presją przeważających sił Kaiserliche Marine, admirał Beatty został wezwany na pomoc. Jego krążowniki liniowe weszły do akcji nie mając równorzędnych przeciwników, toteż szybko rozstrzygnęły losy starcia, zatapiając ogniem artyleryjskim dwa niemieckie krążowniki lekkie. Natychmiast po tym, gdy reszta okrętów niemieckich skryła się we mgle, admirał Beatty dał rozkaz powrotu, obawiając się możliwej interwencji ciężkich okrętów Hochseeflotte, stacjonujących na pobliskich kotwicowiskach.
Bitwa zakończyła się zdecydowanym zwycięstwem Royal Navy. Brytyjczycy stracili jedynie 35 marynarzy i mieli poważnie uszkodzony jeden krążownik lekki, podczas gdy straty wśród Niemców wyniosły 712 zabitych i 336 wziętych do niewoli marynarzy oraz trzy zatopione krążowniki i niszczyciel. „Queen Mary” zajmowała podczas bitwy trzecią pozycję w szyku brytyjskich krążowników liniowych i uczestniczyła głównie w ostrzale i zatopieniu krążownika pancernopokładowego „Ariadne”.

### Działalność operacyjna przed bitwą jutlandzką
13 października 1914 roku nowym dowódcą okrętu, w miejsce komandora Halla przeniesionego do wywiadu Admiralicji, został komandor Cecil I. Prowse. 16 grudnia niemieckie krążowniki liniowe 1. Grupy Rozpoznawczej kontradmirała Franza von Hippera przeprowadziły atak na nadbrzeżne miasta wschodniej Anglii. Zbombardowane zostały Scarborough, Hartlepool i Whitby. Uprzedzone dzięki przechwyceniu i rozszyfrowaniu niemieckich depesz radiowych dowództwo Grand Fleet postanowiło wykorzystać nadarzającą się okazję i przechwycić niemieckie jednostki powracające po wykonaniu zadania. Główną rolę w pościgu odgrywały, słynne ze swej szybkości, krążowniki liniowe wiceadmirała Beatty’ego, jednak na skutek błędów w dowodzeniu i komunikacji pomiędzy poszczególnymi zespołami, flota brytyjska nie zdołała zapobiec ucieczce okrętów niemieckich.
Pod koniec 1914 i na początku 1915 roku „Queen Mary” została poddana remontowi, w trakcie którego między innymi usunięto działka salutacyjne, instalując dwa działa przeciwlotnicze. Przebywający w stoczni okręt nie uczestniczył w zwycięskiej bitwie na Dogger Bank 24 stycznia 1915 roku. Po tym starciu nowe dowództwo Hochseeflotte zrezygnowało z wykorzystywania w akcjach bojowych dużych okrętów nawodnych, koncentrując się na działaniach U-Bootów. W efekcie także Grand Fleet, a wraz z nią eskadra admirała Beatty’ego, zamiast działań bojowych, skupiła się na prowadzeniu manewrów, pozostając w gotowości na wypadek ewentualnego ataku. W tym czasie „Queen Mary” ponownie okazała się być okrętem o najlepiej wyszkolonych artylerzystach spośród wszystkich brytyjskich krążowników liniowych.

### Bitwa jutlandzka

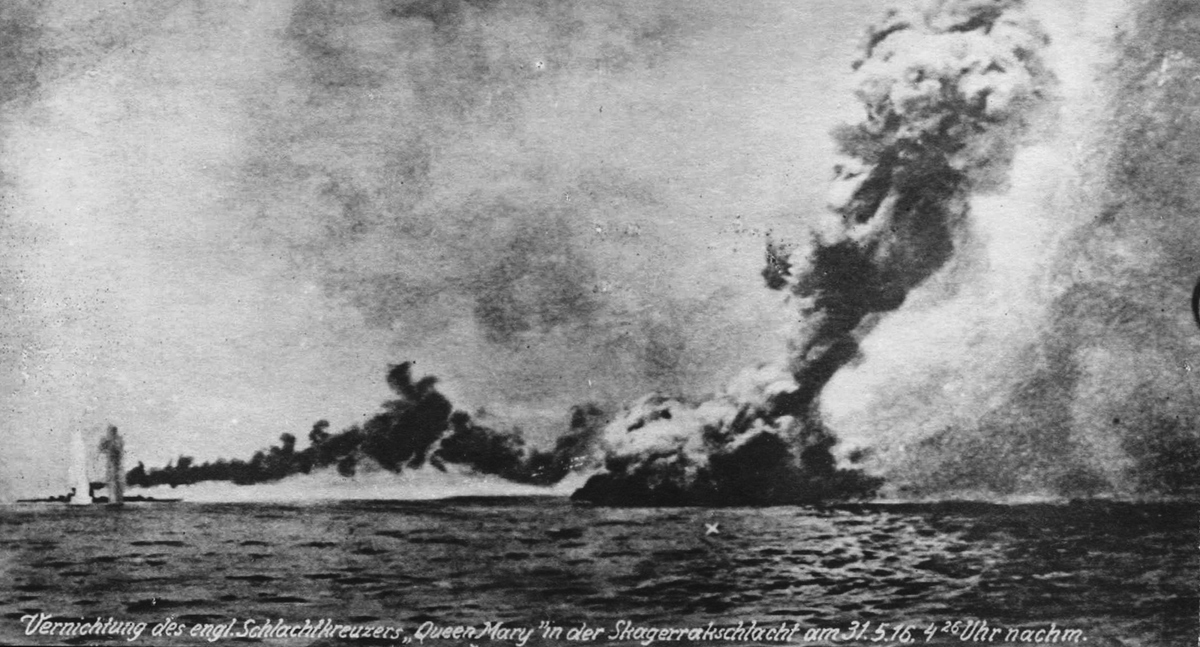
Eksplozja „Queen Mary” w trakcie bitwy jutlandzkiej

W dniach 31 maja i 1 czerwca 1916 roku na wodach Skagerraku odbyła się największa w czasie I wojny światowej bitwa morska, zwana bitwą jutlandzką (w historiografii niemieckiej bitwą na Skagerraku). Doszło do niej na skutek niemal równoczesnego podjęcia akcji zaczepnych przez Hochseeflotte i Grand Fleet. Krążowniki liniowe obydwu stron stanowiły awangardy zespołów floty i starły się jako pierwsze. Admirał Beatty dysponował w podległych mu 1. i 2. Eskadrze Krążowników Liniowych sześcioma okrętami tej klasy (flagowy „Lion”, „Princess Royal”, „Queen Mary”, „Tiger”, „New Zealand” oraz „Indefatigable”), transportowcem wodnosamolotów, 14 krążownikami lekkimi i 27 niszczycielami. W ślad za nimi podążały cztery nowoczesne drednoty typu Queen Elizabeth 5. Eskadry Pancerników admirała Hugh Evana-Thomasa.
„Queen Mary”, płynąc jako trzeci okręt w szyku, w składzie 1. Eskadry Krążowników Liniowych, dowodzonej przez kontradmirała Osmonda de Beauvoir Brocka, starła się z krążownikami liniowymi Franza von Hippera, podejmując pojedynek ogniowy z „Seydlitzem”. Brytyjski krążownik rozpoczął walkę salwami z dziobowych wież około godziny 15.50 (czasu GMT). Już w pierwszych minutach starcia artylerzyści brytyjscy uzyskali cztery bezpośrednie trafienia, niszcząc lewoburtową wieżę artyleryjską na śródokręciu jednostki przeciwnika. W dalszym ciągu bitwy do „Seydlitza” przyłączył się kolejny krążownik liniowy: „Derfflinger”. Współdziałając, niemieckie okręty uzyskały kilka bezpośrednich trafień na „Queen Mary”. Około godziny 16.25 co najmniej jeden pocisk ciężkiego kalibru, wystrzelony przez artylerzystów „Derfflingera”, trafił w okolicę dziobowych wież artyleryjskich armat kal. 343 mm, powodując natychmiastową eksplozję komór amunicyjnych.
Tonący okręt został ostatecznie zniszczony przez kolejną eksplozję kordytu, wywołaną prawdopodobnie następnym trafieniem pocisku artyleryjskiego w okolicę wieży na śródokręciu. „Queen Mary” przełamała się wpół i zatonęła o godzinie 16.26 wraz z 1266 oficerami i marynarzami, w tym dowódcą okrętu. Wśród poległych był także japoński oficer marynarki, Shimomura Chasuki, przydzielony do załogi jako obserwator. Z dziewięciu uratowanych osób, siedem zostało odnalezionych przez okręty brytyjskie, dwie przez jeden z niemieckich niszczycieli (podawana jest również liczba 12 lub 20 uratowanych marynarzy, a także 1275 poległych).
Grand Fleet powołała dwie komisje w celu zbadania utraty w bitwie na skutek wybuchów trzech krążowniów liniowych (oprócz tego, „Indefatigable” i „Invincible”). Ich ustalenia obwiniły złą konstrukcję okrętów – słabe opancerzenie poziome, złą konstrukcję wież i podajników i niestabilność chemiczną kordytu, która wersja następnie stała się obowiązująca. Według jednak obecnych ustaleń, prawdopodobną przyczyną katastrofalnych w skutkach wybuchów było nieprzestrzeganie procedur bezpieczeństwa poprzez gromadzenie w pomieszczeniach podajników licznych otwartych pojemników z ładunkami prochowymi, akceptowane przez dowództwo, dla którego priorytetem była jak największa szybkostrzelność (należy podkreślić, że na krążowniku liniowym „Lion” przed bitwą wprowadzono ścisłe procedury bezpieczeństwa obsługi komór amunicyjnych, i pomimo analogicznego trafienia w wieżę i wybuchu ładunków miotających na podajniku, okręt ocalał).
Wrak „Queen Mary” został odnaleziony przez brytyjski statek badawczy „Protector” w 1991 roku. Znajduje się na głębokości około 60 metrów pod powierzchnią Morza Północnego, rozerwany na kilka części w wyniku wewnętrznych eksplozji. Jest chroniony przez The Protection of Military Remains Act.